# Unterrock

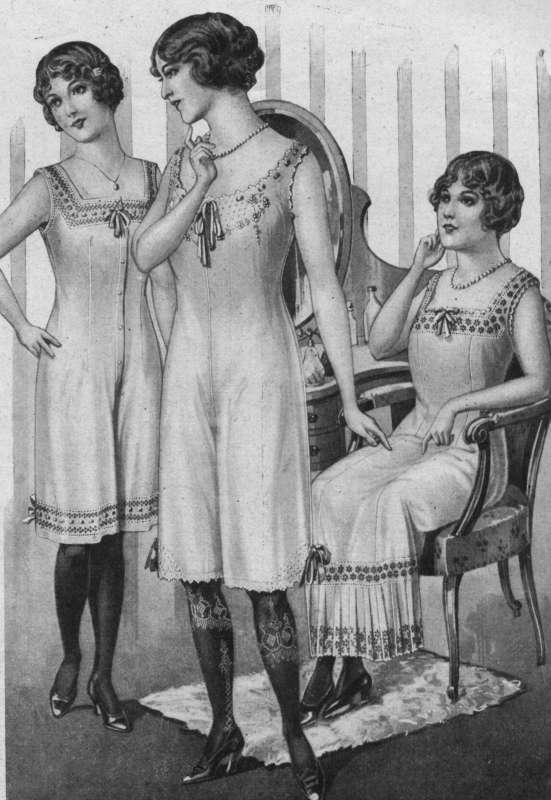
Unterröcke (1913). Abbildung in einem zeitgenössischen Modemagazin

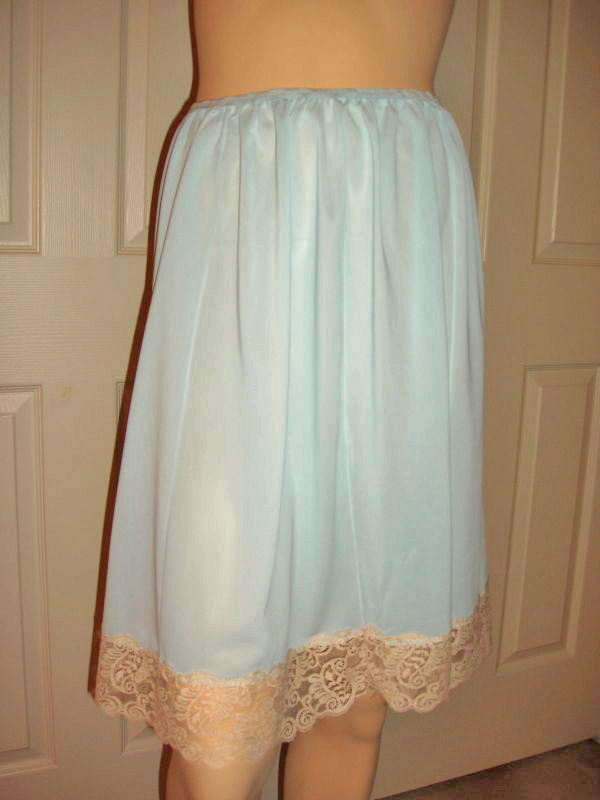
Unterrock

Der Unterrock ist ein Wäschestück, das in der Form einem Trägerkleid oder einem Rock ähnelt. Ein Halbrock ist ein Unterrock ohne Oberteil.

## Funktion
Der Unterrock dient dem Erhalt der Körperwärme – wobei sich die Materialien und die Zahl der getragenen Unterröcke früher den Jahreszeiten anpassten – und dem Sitz der Kleidungsstücke und verhindert auch, dass sich Konturen der restlichen Unterwäsche unter der Oberkleidung abzeichnen. Der Überrock gleitet durch die glatte Oberfläche des Unterrocks (Leinen, Seide, Polyester, Polyamid bzw. Dederon) leichter um die Beine der Trägerin. In vielen Röcken und Kleidern befindet sich heutzutage ein glattes Innenfutter, so dass die Notwendigkeit eines separaten Unterrocks oft entfällt.

## Geschichte
In der Antike trug man unter der Tunika meist nichts. Unterkleidung kam erst später auf. Vom 16. bis zur ersten Hälfte des 18. Jahrhunderts nannte man den Unterrock oft cotillon. Zu dieser Zeit wurden von adligen und gutbürgerlichen Frauen unter dem Kleid meist mehrere Unterröcke übereinander getragen; der Unterrock war geradezu ein Standessymbol. Im 17. Jahrhundert wurden im Sommer bis zu acht, im Winter bis zu zwölf Unterröcke gleichzeitig getragen. Der oberste, oft mit einer Schleppe versehen, wurde la modeste (frz. „die Sittsame“) genannt, der mittlere la friponne („die Schelmische“), der unterste la secrète („die Geheime“). Im Rokoko war der Unterrock, der beim Anheben des Reifrocks sichtbar wurde, bei den feinen Damen aus Seide und um den Saum bestickt.
Um 1820 begann man den Unterrock an das Leibchen anzunähen und erhielt so ein Unterkleid. Zu dieser Zeit kam auch die Krinoline auf. Unter der Turnüre bzw. dem Cul de Paris wurde der Unterrock über dem Po gerafft. 1897 trug man „Unterrockhosen“. Zu dieser Zeit kam auch der Unterrock mit Schleppe und Rüschen wieder in Mode. In der Gründerzeit und im Jugendstil waren die Unterröcke oft aufwendig mit Bändern oder Stickereien verziert. Neben weißer Leinenwäsche waren Unterröcke, vor allem für Trachten, meist in dunklen Tönen gehalten, mit eingewebten oder aufgedruckten Streifen- oder Blümchenmustern. Für den Winter gab es mit Schafwolle wattierte Unterröcke. Auch zum Habit vieler Ordensfrauen gehört ein Unterrock oder, je nach Klima und Jahreszeit, mehrere Unterröcke.